# Championnat d'Écosse féminin de football 2023-2024
Navigation
Édition précédente Édition suivante
La saison 2023-2024 du Championnat d'Écosse féminin de football (Scottish Women's Premier League) est la vingt-troisième saison du championnat. Le Glasgow City Football Club, remet sa couronne en jeu. Le Montrose Women's Football Club accède pour la première fois à l'élite écossaise après avoir remporté la SWPL2 la saison précédente.

## Participants
| \| Glasgow : · Glasgow City · Celtic · Partick Thistle · Édimbourg : · Hibernian · Spartans · Heart of Midlothian Édimbourg Glasgow Rangers Dundee United Motherwell Hamilton Aberdeen Montrose \| Localisation des clubs engagés dans le championnat. |
| Glasgow : · Glasgow City · Celtic · Partick Thistle · Édimbourg : · Hibernian · Spartans · Heart of Midlothian Édimbourg Glasgow Rangers Dundee United Motherwell Hamilton Aberdeen Montrose                                                           |

Ce tableau présente les douze équipes qualifiées pour disputer le championnat 2023-2024.
| Nom du club                                          | Entraîneur                  | Date de création | Dernière montée | Stade                                | Capacité | Cl. 2023 |
| ---------------------------------------------------- | --------------------------- | ---------------- | --------------- | ------------------------------------ | -------- | -------- |
| Glasgow City Football Club                           | Leanne Ross                 | 1998             |                 | Petershill Park                      | 1 000    | 1re      |
| Celtic Football Club Women                           | Fran Alonso                 | 2007             |                 | Excelsior Stadium                    | 10 101   | 2e       |
| Rangers Women's Football Club                        | Malky Thomson               | 2008             |                 | Broadwood Stadium (Milngavie)        | 8 086    | 3e       |
| Heart of Midlothian Women Football Club              | Andy Enwood                 | 2009             | 2020            | Oriam                                | 500      | 4e       |
| Hibernian Ladies Football Club                       | Grant Scott                 | 1999             |                 | Ainslie Park                         | 3 000    | 5e       |
| Partick Thistle Women's Football Club                | Brian Graham                | 2013             | 2021            | Petershill Park                      |          | 6e       |
| Spartans Football Club Women's and Girl's            | Debbi McCulloch             | 1985             | 2004            | Ainslie Park                         | 3 000    | 7e       |
| Motherwell Ladies Football Club                      | Eddie Wolecki Black         | 2014             | 2019            | Ravenscraig Regional Sports Facility | 1 000    | 8e       |
| Aberdeen Football Club Women                         | Stuart Bathgate Emma Hunter | 2011             | 2021            | Cormack Park                         |          | 9e       |
| Dundee United Women's Football Club                  | Graeme Hart                 | 2015             | 2022            | Tannadice Park                       | 14 223   | 10e      |
| Hamilton Academical Women's and Girl's Football Club | Gary Doctor                 | 1999             | 2021            | New Douglas Park                     | 6 018    | 11e      |
| Montrose Women's Football Club                       | Craig Feroz                 | 2016             | 2023            | Links Park                           | 4 936    | 1re D2   |

## Compétition

### Classement
| Rang | Équipe                    | Pts | J  | G  | N | P  | Bp  | Bc  | Diff |
| ---- | ------------------------- | --- | -- | -- | - | -- | --- | --- | ---- |
| 1    | Celtic Women              | 82  | 32 | 26 | 4 | 2  | 126 | 18  | +108 |
| 2    | Rangers WFC C L           | 82  | 32 | 26 | 4 | 2  | 113 | 18  | +95  |
| 3    | Glasgow City T            | 73  | 32 | 23 | 4 | 5  | 89  | 25  | +64  |
| 4    | Heart of Midlothian Women | 54  | 32 | 17 | 3 | 12 | 68  | 41  | +27  |
| 5    | Hibernian Ladies          | 46  | 32 | 13 | 2 | 11 | 63  | 38  | +25  |
| 6    | Partick Thistle           | 42  | 32 | 14 | 4 | 14 | 71  | 47  | +24  |
|      |                           |     |    |    |   |    |     |     |      |
| 7    | Motherwell LFC            | 45  | 32 | 14 | 3 | 15 | 57  | 66  | -9   |
| 8    | Aberdeen                  | 40  | 32 | 12 | 4 | 17 | 57  | 92  | -35  |
| 9    | Montrose P                | 33  | 32 | 9  | 6 | 17 | 46  | 101 | -55  |
| 10   | Spartans WFC              | 27  | 32 | 7  | 6 | 19 | 44  | 74  | -30  |
| 12   | Dundee United             | 15  | 32 | 4  | 3 | 25 | 28  | 109 | -81  |
| 11   | Hamilton Academical       | 14  | 32 | 3  | 5 | 24 | 31  | 115 | -84  |

| Légende : Qualifications et relégations | Légende : Qualifications et relégations                                                                                    |
| --------------------------------------- | --- |
|                                         | Champion et qualifié pour le 1er tour de qualifications de la Ligue des champions féminine de l'UEFA 2024-2025             |
|                                         | Qualifié pour le 1er tour de qualifications de la Ligue des champions féminine de l'UEFA 2024-2025                         |
|                                         | Barrage de relégation |
|                                         | Relégué |
|                                         | T : Tenant du titre P : Promu C : Vainqueur de la Coupe d'Écosse 2023-2024 L : Vainqueur de la Coupe de la Ligue 2023-2024 |

## Bilan de la saison
| Championnat d'Écosse de football 2023-2024   |                                                      |
| Champion                                     | Celtic Football Club Women (1er titre)               |
| Coupes et trophées                           |                                                      |
| Vainqueur de la Coupe d'Écosse 2023-2024     | Rangers Women's Football Club                        |
| Vainqueur de la Coupe de la Ligue 2023-2024  | Rangers Women's Football Club                        |
| Qualifications continentales                 |                                                      |
| Ligue des champions                          | Celtic Football Club Women                           |
| Ligue des champions                          | Rangers Women's Football Club                        |
| Promotions et relégations                    |                                                      |
| Promus en Championnat d'Écosse de football   | Queens Park Women Football Club                      |
| Relégués en Championnat d'Écosse de football | Hamilton Academical Women's and Girl's Football Club |